# Megafòrbia

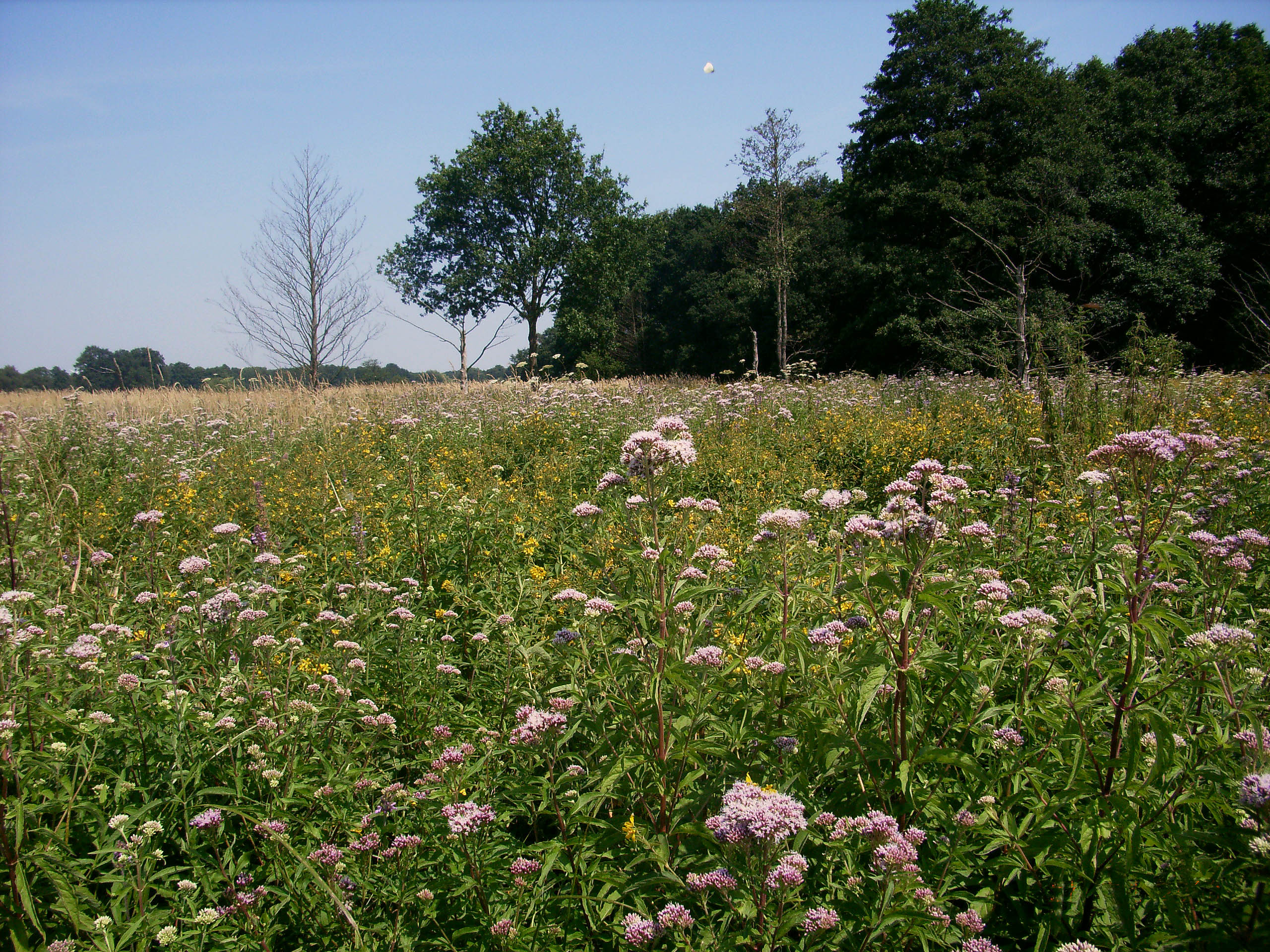
Megafòrbia

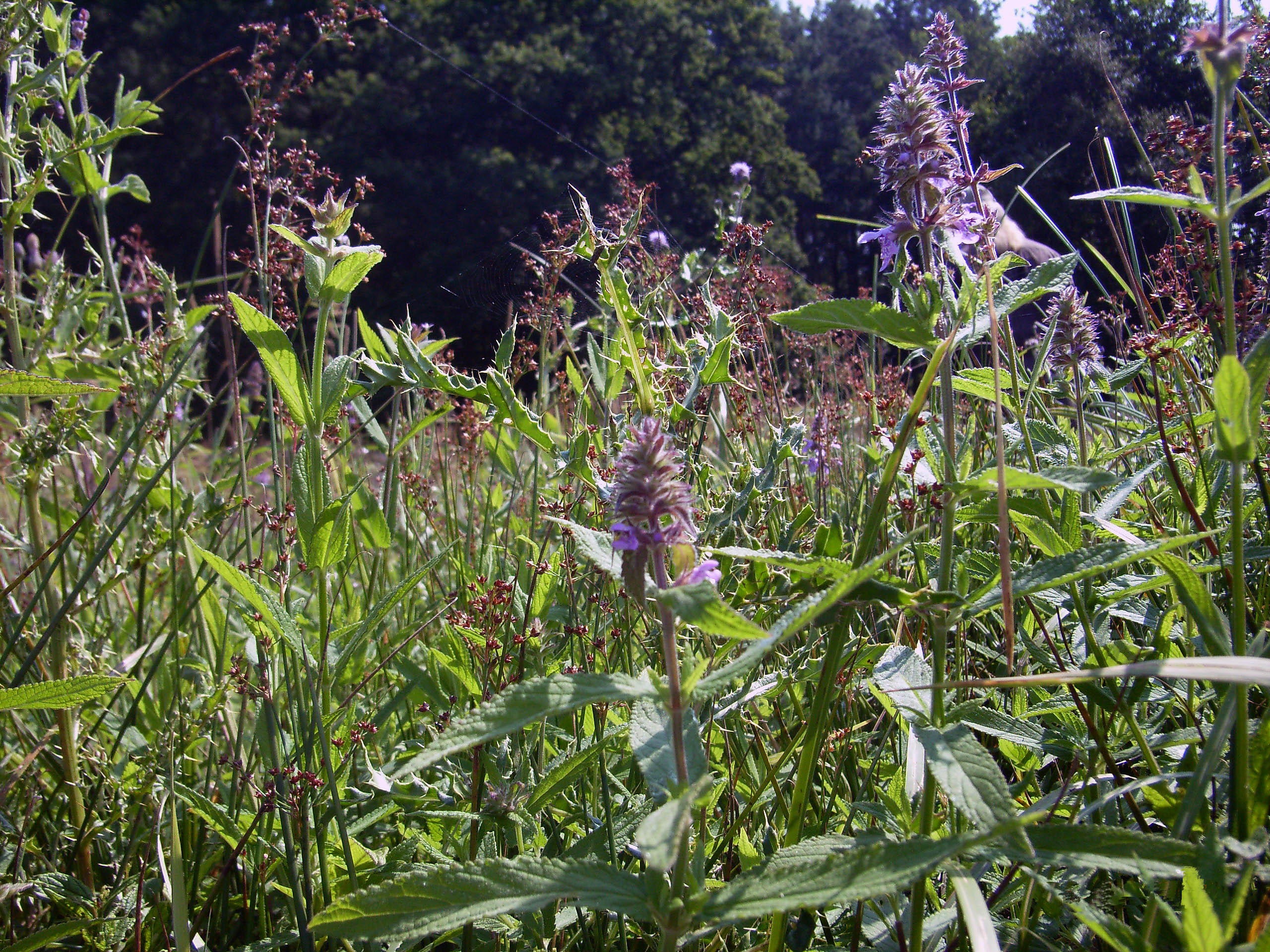
Megafòrbia

Megafòrbia (del grec:gran planta) és una planta herbàcia alta i frondosa. Els paisatges dominats per les megafòrbies són, en les zones de clima temperat, el paisatge o estadi florístic de transició entre la zona humida i el bosc.

## Descripció
La megafòrbia típica està constituïda per una praderia densa de canyes i d'altes plantes herbàcies vivaces (1,5 a 2 metres d'alt amb uns 3 metres en algunes canyes), situada en la zona al·luvial en sòl fresc no àcid sobretot eutròfic i humit, però no tant humit com en els aiguamolls i les torberes. Pot inundar-se de forma breu periòdicament.

## Evolució
En termes del clímax aquest medi de manera natural a poc a poc es colonitza per les plantes llenyoses i tendeix a evolucionar cap a un bosc humit. La productivitat en termes de biomassa és alta i pot acollir una fauna important.